# Johann Christiani von Schleppegrell
Johann Christiani von Schleppegrell (* 1389; † 8. Oktober 1468) war Titularbischof von Misenum und Weihbischof in verschiedenen Bistümern.

## Leben
Johann Christiani von Schleppegrell entstammte dem niedersächsischen Uradelsgeschlecht Schlepegrell. Seine genealogische Abstammung ist nicht überliefert. Er gehörte dem Orden der Augustiner-Eremiten an und wurde hier zum Priester geweiht. Am 7. Juni 1428 wurde er von Papst Martin V. zum Titularbischof vom Misenum und zum Weihbischof in den Bistümern Minden, Hildesheim und Münster ernannt. 1456 schenkte er für den Fall seines Todes dem Kloster Marienrode (Hildesheim) ein Buch mit Weiheformeln. Die Abtei Amelungsborn sollte sein Pastorale, den Bischofsstab sowie einhundert Goldgulden erhalten.

## Weihehandlungen
- Mit-Konsekrator bei der Weihe des Erzbischofs Johann von Pfalz-Simmern[1]
- 3. Mai 1455 Weihe von Altären in der Franziskanerkirche Herford
- 18. September 1463 Kapelle St. Meinolfi im Kloster St. Marien zu den Engeln im Lemgo